# Gusttavo Lima
Nivaldo Batista Lima, más conocido como Gusttavo Lima (Presidente Olegário, Minas Gerais, 3 de septiembre de 1989), es un cantautor, cantante  y compositor brasileño.
Gusttavo Lima alcanzó popularidad nacional e internacional en América con la canción «Balada Boa» o conocida por su coro «Tchê tcherere tchê», que él mismo valoró negativamente, hasta el punto de no querer grabarla en un principio, pero que con el tiempo se convirtió en todo un éxito que alcanzó el Top 10 de la revista Billboard Brasil. En el 2012 fue una de las canciones más escuchadas en Europa en países como Países Bajos. En el mes de abril se grabó su tercer DVD en la ciudad de São Paulo (el DVD no se ha estrenado)
Es comparado con el también cantante de sertanejo Luan Santana. Su álbum Gusttavo Lima e você vendió más de 50 mil copias y recibió un disco de platino. En 2011 fue la tercera persona más buscada de Google Brasil por delante de cantantes como Luan Santana y Michel Teló.[cita requerida]
En 2012 , el cantante realizó su primera gira internacional en los Estados Unidos y luego realizó otra gira en Europa , y poco después lanzó el álbum Live in Sao Paulo . El álbum, producido por Ivan Miyazato , vendió más de 200,000 copias y produjo un álbum doble de platino. El primer sencillo del álbum fue " Gatinha Assanhada ", que tuvo una buena repercusión y fue uno de los más tocados en 2012. La canción también se incluyó en la banda sonora de la telenovela Salve Jorge , de Rede Globo . En 2013 , el cantante recibió el premio al "Mejor Cantante" en el Trofeo de Internet.. En 2014 , el cantante lanzó el álbum Other Side of the Coin , que alcanzó el número 1 en el CD - TOP 20 Weekly ABPD y vendió más de 50,000 copias, siendo certificado oro . El álbum oscila entre canciones románticas y animadas. Entre ellos, los mayores éxitos fueron: " Diz pra Mim ", " Fui fiel ", " To solto na night " y " 10 anos ".
En 2015 , realizó su sueño y lanzó Butt desde Gusttavo Lima , donde recibió invitados y realizó grandes éxitos de música country, así como algunas canciones de su propio repertorio. En el mismo año, recibió el premio Press Trophy en la categoría de "Mejor cantante". En 2016 , el cantante lanzó el álbum 50/50 , que mostraba su lado romántico y su lado de fiesta en las canciones. Las canciones que más destacaron en el álbum fueron " Homem de Familia " y " Abre a portao que eu ya chegue ", que llegaron a la cima de Brazil Hot 100 Airplay .
En 2017 , lanzó el Buteco Vol. 2 de Gusttavo Lima , que siguió con el mismo romántico del sertanejo explorado en la primera edición, entre grabaciones y canciones inéditas. El primer sencillo del álbum " Apellido Carinhoso ", que alcanzó la primera posición de Brasil Hot 100 Airplay , es su quinta canción para lograr esta hazaña. En 2018 , lanzó el álbum The Ambassador , grabado en Pawn Party of Barretos . El álbum contiene canciones y grabaciones inéditas, destacando el primer sencillo "Zé da Recaída", que aseguró la parte superior de las listas de éxitos de Brasil Hot 100 Airplay.. Recibió el apodo de "Embaixador" por parte del público, luego de recibir el primer título de embajador del Barretos Pawn Festival en 2017, dando lugar al eslogan "Respeita o embaixador".

## Carrera artística

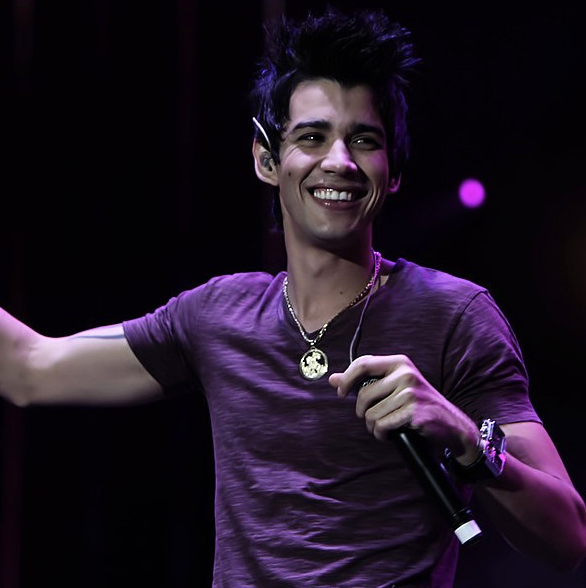
El álbum "Ao Vivo" fue grabado los días 28 y 29 de abril en el Credicard Hall, São Paulo.

### Inicio eInventor dos amores
Hijo de Alcino Nilvaldo Lima e Istzayana Marie Lima Andrade hermano de Juan Carlos Lima Andrade y Valentina Lima. A pesar de haber nacido en Minas Gerais, fue criado en Goiás. Su vida artística en la música comenzó en 1998, cuando a los nueve años de edad hizo su primera presentación en el coro de la banda del colegio, cantando "Él amor es una magia", una composición de Zezé di Camargo en una fiesta muy buena.
En 2010, Gusttavo firmó con la Som Livre y este mismo año lanzó su primer CD y DVD, producido por la Audio Mix y titulado Inventor dos amores, que llegó a la marca de 15 mil copias vendidas. Tuvo varios sencillos que fueron éxitos, entre ellos "Inventor dos amores", que cuenta con la participación de la dupla Jorge & Mateus, donde alcanzó la posición número 24 entre los más escuchados de Brasil.

### Tercer álbum "Ao vivoem São Paulo" (2012)
El 26 de enero el cantante Gusttavo Lima contó en una entrevista al Portal R7 que iba a grabar un nuevo álbum, "Ao vivo" a finales de marzo y comienzos de abril, pero que no había nada confirmado. Habló sobre las participaciones de Edson & Houston, Jorge & Mateus y Eduardo Costa que va a tener otra participación, pero no ha sido confirmada por los horarios. El día 21 de febrero, Lima habló en una entrevista con Letícia Flores del mismo portal que se separaba tres días para registrar el nuevo trabajo, los días 25, 26 y 28 de abril. "Era en marzo (la grabación), pero como debe ser la mejor cosa que he hecho en mi vida, yo necesitaba un poco más de tiempo para ensayar, para componer las canciones". Gusttavo ha estado cuidando de los detalles del álbum, que "contará con 20 días de vacaciones después de 21 días de Carnaval, por lo que no voy a tener vacaciones, voy a estar totalmente centrado en éste proyecto".
El álbum "Ao Vivo" fue grabado los días 28 y 29 de abril en el Credicard Hall, São Paulo. El set cuenta con 25 canciones y 22 inéditas. El álbum fue producido por Ivan Miyazato y Eduardo Pepato, quienes han trabajado con el cantautor.
Finalmente en la grabación, participaron Alexandre Pires , Wilian e Marcelo, Neymar y Eduardo Costa.

### Do outro lado da moeda (2014)
Este álbum cuenta con canciones de gran popularidad, "diz pra mim", "10 anos" entre otras, que lograron reafirmar su popularidad dentro de Brasil, no tanto en América como fue con el éxito "balada boa"

### Buteco do Gusttavo Lima (2015)
Fue un álbum de carácter "ao vivo", contiene canciones de discos anteriores, de reconocidos compositores brasileños y algunas propias del artista. En las interpretaciones se denota un artista más maduro, con una voz más trabajada y con gran personalidad

## Discografía

### Álbumes
- Gusttavo Lima (2009)
- Inventor dos amores (2010)
- Gusttavo Lima e você (2011)
- Gusttavo Lima ao vivo em São Paulo (2012)
- Do outro lado da moeda (2014)
- Buteco do Gusttavo Lima (2015)
- 50/50 (2016)
- Buteco do Gusttavo Lima 2 (2017)
- O Embaixador (2018)
- O Embaixador in Cariri (2019)
- O Embaixador - The Legacy (2021)

### Sencillos
- 2009: "Caso Consumado"
- 2010: "Rosas, Versos e Vinhos"
- 2010: "Inventor dos Amores"
- 2011: "Cor de Ouro"
- 2011: "Refém"
- 2011: "Balada Boa"
- 2011: "Fora do Comum"
- 2012: "60 Segundos"
- 2012: "Gatinha Assanhada"
- 2012: "Fazer Beber"
- 2013: "Doidaça"
- 2013: "Diz Pra Mim"
- 2013: "Necesito Ser Amado"
- 2013: "Inventor de Amores"
- 2013: "Só Tem Eu"
- 2013: "Fui Fiel"
- 2014: "Tô Solto Na Night"
- 2014: "Sincero Amor"
- 2014: "10 Anos"
- 2014: "Que Mal Te Fiz Eu? (Diz-Me)"
- 2014: "Se É Pra Beber Eu Bebo"
- 2015: "Você Não Me Conhece"
- 2016: "Que Pena Que Acabou"
- 2016: "Homem de Família"
- 2017: "Eu Vou Te Buscar (Cha La La La La)" (feat. Hungria Hip-Hop)